# Исцеление игрока в покер
«Исцеление игрока в покер» (англ. A Cure for Pokeritis, 1912) — немой художественный фильм Лоуренса Тримбла, снятый на студиях компании «Витаграф».

## Сюжет
Мистер Браун очень любит играть в покере, но частенько проигрывает. Один раз он сильно проиграл и пообещал жене больше не играть в покер, которая ответила на его клятву скептической улыбкой. Жена была права: мистер Браун не смог сдержаться и на следующий день пошёл играть снова. Он играл каждый день, но так, чтобы жена этого не замечала. Миссис Браун подозревала об играх своего супруга, но доказать свои предположения ничем не могла. Один раз мистер Браун пришёл на исповедь, однако его настолько замучила жажда покера, что он сбежал из церкви. Один человек последовал за ним и выяснил, что мистер Браун опять играет. Он рассказал об этом миссис Браун, не забыв указать местонахождения заведения. Жена, подключив к этому делу подружек и полицию, со всей этой ордой вламывается в карточный клуб и обнаруживает играющего мужа, как она и предполагала.